# NGC 131
NGC 131 è una galassia a spirale situata nella costellazione dello Scultore.

## Descrizione
È stata scoperta il 25 settembre 1834 dall'astronomo britannico John Herschel, che la descrisse come "debole, piuttosto grande, molto estesa, gradualmente più brillante al centro". 

Ha una classe di luminosità II e presenta una larga riga a 21 cm dell'idrogeno neutro.

## Gruppo di NGC 134
NGC 131 fa parte del Gruppo di NGC 134, che comprende almeno otto galassie situate nella costellazione dello Scultore. La distanza media tra questo gruppo e la Via Lattea è di circa 20 megaparsec.

### Membri
Il gruppo comprende le galassie NGC 115, NGC 131, NGC 134, NGC 148, NGC 150, PGC 2000, IC 1555 e PGC 2044.
Le galassie ESO 410-18 e IC 1554 menzionate nell'articolo di A.M. Garcia corrispondono rispettivamente a PGC 2044 e a PGC 2000. Secondo Seligman, PGC 2000 non corrisponde IC 1554 che è un oggetto perduto o inesistente. Nell'articolo di Garcia vengono elencate sette galassie, alle quali Seligman aggiunge NGC 150 che ha coordinate e velocità radiali compatibili con quelle del gruppo.
L'astronomo britannico John Herschel ha scoperto NGC 115, NGC 131 e NGC 148 nel 1834. L'astronomo americano Lewis Swift ha scoperto NGC 150 nel 1886 e PGC 2044 nel 1889. NGC 134 è stata scoperta dall'astronomo australiano James Dunlop nel 1826.